# Vesele, Nosivka
Vesele (în ucraineană Веселе) este un sat în comuna Rivceak-Stepanivka din raionul Nosivka, regiunea Cernihiv, Ucraina.

## Demografie
Componența lingvistică a localității Vesele
     Ucraineană (100%)
Conform recensământului din 2001, toată populația localității Vesele era vorbitoare de ucraineană (100%).